# Cristo Rey, Santo Domingo
Cristo Rey är en del av en befolkad plats i Dominikanska republiken.   Den ligger i provinsen Santo Domingo, i den sydöstra delen av landet, i huvudstaden Santo Domingo. Cristo Rey ligger 31 meter över havet och antalet invånare är 14 325.
Terrängen runt Cristo Rey är platt.  Närmaste större samhälle är Santo Domingo, 5,8 km väster om Cristo Rey. Runt Cristo Rey är det i huvudsak tätbebyggt.